# Cantón de Saint-Maixent-l'École-2
El cantón de Saint-Maixent-l'École-2 era una división administrativa francesa, que estaba situada en el departamento de Deux-Sèvres y la región de Poitou-Charentes.

## Composición
El cantón estaba formado por siete comunas, más una fracción de la comuna que le daba su nombre:
- Exireuil
- Nanteuil
- Romans
- Sainte-Eanne
- Sainte-Néomaye
- Saint-Maixent-l'École
- Saint-Martin-de-Saint-Maixent
- Souvigné

## Supresión del cantón de Saint-Maixent-l'École-2
En aplicación del Decreto nº 2014-176 de 18 de febrero de 2014, el cantón de Saint-Maixent-l'École-2 fue suprimido el 22 de marzo de 2015 y sus 8 comunas pasaron a formar parte del nuevo cantón de Saint-Maixent-l'École.